# 亚洲秘密警察
《亚洲秘密警察》（英語：Asia-Pol、日语:アジア秘密警察）是1967年上映的一部香港＆日本合拍的电影，由松尾昭典执导，山崎岩编剧，王羽等領銜主演。该电影主要讲述驻日警察追捕罪犯，并在这之中与几个女子发生的故事。

## 劇情簡介
驻日警官因为得知走私黄金的人来到了香港，于是便来到了香港去追捕凶犯，不过在这之中却和一些女主产生了情愫……

## 演员
- 王羽
- 方盈
- 宍户锭
- 浅丘琉璃子
- 张佩山
- 北龙二
- 高品格
- 钱似莺
- 金天柱

## 備註
1. ↑  张思涛, 邓建国, 贾健. . 2000年.
2. ↑  . 1997年.
3. ↑  林奕華. . 2000年.
4. ↑  . 1992年.
5. ↑  連民安, 吳貴龍. . 2017年.

## 相關連結
- 互联网电影数据库（IMDb）上《亚洲秘密警察》的资料（英文）
- 豆瓣电影上《亚洲秘密警察》的資料 （简体中文）
- 香港影庫上《亚洲秘密警察》的資料（繁體中文）